# Cummingtoniet
Het mineraal cummingtoniet is een magnesium-ijzer-inosilicaat met de chemische formule Fe2Mg5Si8O22(OH)2. Het behoort tot de amfibolen.

## Eigenschappen
Het witte, grijze of zwarte cummingtoniet heeft een glans- tot zijdeglans en een grijswitte streepkleur. Het kristalstelsel is monoklien en de splijting is perfect volgens kristalvlak [110]. De gemiddelde dichtheid is 3,35 en de hardheid is 5 tot 6. Cummingtoniet is niet radioactief, noch magnetisch.

## Naam
Cummingtoniet is genoemd naar de plaats Cummington in Massachusetts in de Verenigde Staten, waar het voor het eerst beschreven werd. Ook wordt het gevonden in Zweden, Zuid-Afrika, Schotland en Nieuw-Zeeland.

## Voorkomen
Cummingtoniet is een veelvoorkomend amfibool en komt voor in stollings- en metamorfe gesteenten. Met name in magnesiumrijke gesteentes die contactmetamorfose ondergaan, wordt cummingtoniet gevormd.